# بناء مستدام
يشير مصطلح البناء الأخضر (يُعرف أيضاً باسم المبنى الأخضر أو البناء المستدام) إلى بناء وتطبيق العمليات المسؤولة بيئيًا والمكتفية من ناحية المصادر على مر دورة حياة المبنى: منذ وضع المخطط إلى التصميم ومرحلة البناء والتشغيل والاستدامة وإعادة الترميم والهدم أخيرًا. يتطلب ذلك تعاونًا وثيقًا مع المقاول والمهندسين والمعماريين والزبائن في شتى مراحل المشروع. توسع تطبيق الأبنية الخضراء وأصبح مكملًا لتصميم الأبنية الكلاسيكية من نواحٍ عديدة، سواء الناحية الاقتصادية والجدوى والتحمل والراحة.
هناك مجموعة من أنظمة التقييم تُعرف باسم الريادة في تصميمات الطاقة والبيئة (أو LEED اختصاراً) وضعها المجلس الأمريكي للأبنية الخضراء، وهذا النظام مسؤول عن تقييم تصميم وبناء وتشغيل واستدامة المباني الخضراء. هناك نظام بريطاني آخر يدل على استدامة المباني، وهو «أسلوب التقييم البيئي لمؤسسات أبحاث البناء» والذي يُدعى اختصارًا بـ BREEM، ويُطبق على الأبنية والأبنية المراد تطويرها على نطاق كبير. حاليًا، يجري المجلس العالمي للأبنية الخضراء بحثًا حول تأثير الأبنية الخضراء على صحة وإنتاجية مستخدميها، ويعمل المجلس مع البنك الدولي للتشجيع على الأبنية الخضراء في أسواق الدول الناشئة عبر شهادة وبرنامج EDGE (الامتياز في التصميم من أجل منافع أكبر). هناك أيضًا أدوات أخرى مثل النجمة الخضراء في أستراليا ومؤشر البناء الأخضر الذي يُستخدم في ماليزيا بالدرجة الأولى.
تشمل عملية نمذجة معلومات المباني توليد وإدارة التمثيل الرقمي للسمات الفيزيائية والوظيفية للأماكن. نماذج معلومات المباني هي ملفات (غالبًا ما تكون على شكل ملفات، لكن لا تكون دائمًا على هيئة صيغ الملكية، وقد لا تحوي بيانات عن الملكية) يمكن استخراجها وتبادلها أو إرسالها عبر الشركة لمساعدة صانعي القرار بخصوص المباني أو الأصول المبنية. تُستخدم برمجيات نمذجة معلومات المباني الحالية من طرف الأفراد والشركات والوكالات الحكومية المسؤولة عن تخطيط وتصميم وبناء وتشغيل واستدامة مختلف البنى التحتية الفيزيائية، مثل المياه والنفايات والكهرباء والغاز ومعدات الاتصال والطرق والسكك الحديدية والجسور والموانئ والقنوات.
لا تزال التقنيات الجديدة قيد التطوير لتكمّل التقنيات الموجودة حاليًا والمستخدمة في البنى الخضراء، الهدف المشترك للأبنية الخضراء هو تخفيض الأثر الكلي لبيئة البناء على صحة الإنسان والبيئة الطبيعية عن طريق:
- استخدام الطاقة والمياه والمصادر الأخرى بفعالية.
- حماية صحة القاطنين وتحسين إنتاجية الموظفين.
- تخفيض النفايات والتلوث وتدهور البيئة.

يُعد المبنى الطبيعي مفهومًا مشابهًا للبناء الأخضر، ويُستخدم الأول عادة ضمن نطاق أصغر، ويميل إلى التركيز على استخدام المواد الطبيعية المتاحة محليًا. يُعد التصميم المستدام والعمارة الخضراء من المواضيع الأخرى المرتبطة بالبناء الأخضر. بالإمكان تعريف الاستدامة بأنها تحقيق احتياجات الأجيال الحالية دون أن يؤثر ذلك على قدرة الأجيال المستقبلية على تحقيق حاجاتها. على الرغم من أن بعض برامج البناء الأخضر لا تتعامل مع قضية إصلاح وتعديل المنازل الموجودة حاليًا، لكن بعض البرامج الأخرى تهتم بذلك، تحديدًا عبر المخططات العامة المعنية بتجديد كفاءة الطاقة. بالإمكان تطبيق مبادئ البناء الخضراء بسهولة على العمل المراد تجديده أو البناء الجديد.
في تقرير من عام 2009 أعدّته إدارة الخدمات العامة في الولايات المتحدة الأمريكية، ذُكر أن 12 مبنى مصممًا بشكل مستدام يستهلك تكلفة أقل أثناء العمل، ويتميز بأداء طاقي ممتاز. بالإضافة لذلك، كان قاطنو المبنى عمومًا أكثر رضى عن البناء الذي يسكنون في هذه المباني الصديقة للبيئة مقارنة بالقاطنين في المباني التجارية التقليدية.

## تخفيض الأثر البيئي
هناك مجموعة من أنظمة التقييم تُعرف باسم الريادة في تصميمات الطاقة والبيئة (أو LEED اختصاراً) وضعها المجلس الأمريكي للأبنية الخضراء، وهذا النظام مسؤول عن تقييم تصميم وبناء وتشغيل واستدامة المباني الخضراء

## خيارات في تصميم المباني الخضراء
المهمة الحالية للغلاف الخارجي للمباني ولتكنولوجيا النظم المنزيلية هي استخدام الطاقة بكفاءة أكبر، خصوصاً في تشييد المباني الجديدة.
الهدف على المدى الطويل هو ما يسمى ب "منزل كاسب للطاقة"، أي مبنى قادر على إنتاج طاقة أكثر من التي تُستهلك.
الموضوع الأكثر اهمية للرأي العام، بالنسبة إلى الحد من انبعاثات CO2، هو تصميم وتنفيذ وإدارة المباني الجديدة بهذا المفهوم، وتجديد المباني القائمة : حوالي 40 ٪ من مجموع الاستهلاك النهائي للطاقة في الاتحاد الأوروبي تعزى إلى المباني القائمة.
اختيارات التصميم لإنشاء البناء الأخضر تتأثر بنسبة قليلة من مفاهيم مجردة مثل الفن وعلم الجمال. على سبيل المثال، فإن قيمة النقل الحراري ستتوصل إلى تجاوز العناصر الجمالية للمباني. ولذلك فإن تخطيط، تشييد وتشغيل المباني الخضراء هي أساسا تتأثر بالعوامل التالية :
- مناخ
- الاحتباس الحراري
- الاحترار العالمي وتغير المناخ
- دورة الكربون
- بروتوكول كيوتو
- اعتقال وعزل الكربون
- التنمية المستدامة
- البصمة الإيكولوجية
- قدرة تحمل البيئة
- حفظ وإدارة الموارد بهدف التنمية
- تقييم دورة الحياة
- الطاقة الرمادية
- الموارد المتجددة
- أداء الطاقة لغطاء المبنى
- العزل الحراري والعازل الحراري في البناء
- إعادة التدوير لأستعمال مواد البناء

في المقابل، أولئك الذين يقررون تصميم المباني الخضراء سوف يؤثروا حتما على الأنشطة التالية :
- العقود العامة
- السكن الاجتماعي

أهم المواقع المهتمة بالبناء الأخضر موقع أفكار وبه العديد من الدراسات الخصة بالمهندس أحمد فوزي

## مبادئ البناء الأخضر
إنّ المبادئ والإرشادات حول التخطيط الأخضر قد تساعد على البناء مع اعتبار أبعاد حماية البيئة. ويشجع التخطيط الأخضر والمستديم على محاسبة دورة حياة العمارة وأجهزتها الميكانيكية مع تجنّب استنزاف موارد الطبيعة بواسطة استخدام المواد القابلة لإعادة التدوير. ويأخذ التخطيط الأخضر بعين الاعتبار إمكانية التوفير بالطاقة من أجل عمليات الحفر ونقل المواد.

دورة حياة المواد (LCA)
بعد زيادة الوعي البيئي على مستوى الدول والحكومات والأفراد، برزت أهمية تقييم دورة حياة المواد والعمليات والموارد المستخدمة اليومية. فهي عملية تحليل نظامي للتأثيرات البيئية الناجمة من مادة أو عملية ما منذ عملية استخراج المادة الخام إلى عملية معالجة المخلفات الناتجة، وهي تمكن المصممون والمنتجون والملاك من تحديد كميات الطاقة والموارد البيئية المستخدمة وكذلك كميات المخلفات الناتجة في جميع مراحل حياة المنتج، كما تمدّهم بالمعلومات البيئية التي تمكنهم من تحديد مراحل عملية الإنتاج التي تحتاج إعادة النظر والتطوير نظراً لعبئها الكبير على البيئة من حيث إنتاج المخلفات أو استهلاك الموارد والطاقات.

## تخفيض الأثر البيئي
تعدّ المباني مسؤولةً عن حصة كبيرة من استهلاك الطاقة والكهرباء والمياه والمواد على الصعيد العالمي. يتمتع قطاع البناء بأكبر الإمكانات لتحقيق تخفيضات كبيرة في الانبعاثات بتكلفة قليلة أو حتى دون تكلفة. ساهمت انبعاثات المباني من استخدام الكهرباء وانبعاثات ثاني أكسيد الكربون المرتبطة بالطاقة في عام 2004 بحوالي 33% من إجمالي الانبعاثات العالمية.
ساهمت المباني بحلول عام 2018 بحوالي 28% من الانبعاثات العالمية أي ما يعادل 9.7 مليار طن من ثاني أكسيد الكربون، وشكلت انبعاثات ثاني أكسيد الكربون العالمية مجتمعة مع انبعاثات تصنيع مواد البناء حوالي 39%. يُتوقع أن تتضاعف الانبعاثات بحلول 2050 وفقًا لبرنامج الأمم المتحدة للبيئة، إذ لم تُعتمد تقنيات بناء جديدة في ظل هذا النمو المتسارع.
تهدف الأبنية الخضراء إلى تقليل التأثير البيئي للبناء. يبقى عدم البناء على الإطلاق أفضل من المباني الخضراء من ناحية تقليل الأثر البيئي، نظرًا لأثر المبنى الدائم في تدهور موقع البناء. تنص القاعدة الثانية على ضرورة أن يكون كل مبنى صغيرًا قدر الإمكان، أما القاعدة الثالثة هي عدم المساهمة في التمدد، حتى لو استُخدمت أكثر الطرق كفاءة في استخدام الطاقة والطرق السليمة بيئيًا في التصميم والبناء.
تشغل المباني مساحة كبيرة من الأراضي. استُثمر حوالي 107 مليون فدان (430,000 كيلومتر مربع) من الأراضي في الولايات المتحدة، وفقًا لقوائم جرد الموارد الوطنية. أصدرت وكالة الطاقة الدولية منشورًا يقدر أن المباني القائمة مسؤولة عن أكثر من 40% من إجمالي الاستهلاك الأولي للطاقة في العالم، وعن 24% من انبعاثات ثاني أكسيد الكربون العالمية.

## أهداف المباني الخضراء
يمكن إرجاع مفهوم التنمية المستدامة إلى أزمة الطاقة (خاصة النفط الأحفوري) ومخاوف التلوث البيئي في ستينيات وسبعينيات القرن العشرين. يعتبر كتاب راشيل كارسون «الربيع الصامت» الذي نُشر في عام 1962، من أوائل الجهود الأولية لوصف التنمية المستدامة باعتبارها مرتبطة بالمباني الخضراء.
نشأت حركة المباني الخضراء في الولايات المتحدة من الحاجة والرغبة في ممارسات بناء أكثر كفاءة في استخدام الطاقة وأكثر صداقة للبيئة. للبناء الأخضر دوافع كثيرة، بما في ذلك الفوائد البيئية والاقتصادية والاجتماعية. تتطلب مبادرات الاستدامة الحديثة تصميمًا متكاملًا وتآزريًا لكل من الإنشاءات الجديدة والتعديل في الهياكل القائمة. يُعرف هذا النهج أيضًا بالتصميم المستدام، ويدمج دورة حياة المبنى مع كل ممارسة خضراء تستخدم لغرض التصميم، لخلق تآزر بين الممارسات المستخدمة.
يجمع البناء الأخضر بين مجموعة واسعة من الممارسات والتقنيات والمهارات لتقليل آثار المباني على البيئة وصحة الإنسان والقضاء عليها في النهاية. يؤكد غالبًا على الاستفادة من الموارد المتجددة، كاستخدام ضوء الشمس من خلال الطاقة الشمسية السلبية، والطاقة الشمسية النشطة، والمعدات الكهروضوئية، واستخدام النباتات والأشجار من خلال الأسطح الخضراء وحدائق المطر، وتقليل جريان مياه الأمطار. تُستخدم العديد من التقنيات الأخرى، مثل استخدام مواد البناء منخفضة التأثير أو استخدام الحصى المعبأ أو الخرسانة ذات النفاذية بدلًا من الخرسانة التقليدية أو الأسفلت لتعزيز تجديد المياه الجوفية.
تتطور الممارسات أو التقنيات المستخدمة في المباني الخضراء باستمرار وقد تختلف من منطقة إلى أخرى، لكن المبادئ الأساسية التي تُشتق منها الطريقة تشمل ما يلي: تحديد الموقع وكفاءة تصميم الهيكل، وكفاءة الطاقة، وكفاءة استخدام المياه، وكفاءة المواد، وتحسين جودة البيئة الداخلية، وتحسين العمليات والصيانة وتقليل النفايات والسموم.
ينطوي جوهر البناء الأخضر على تحسين واحد أو أكثر من هذه المبادئ. يمكن أن تعمل تقنيات المباني الخضراء الفردية ذات التصميم التآزري المناسب معًا، لإنتاج تأثير تراكمي أكبر.
تتوافق فلسفة تصميم مبنى ما مع الميزات والموارد الطبيعية المحيطة بالموقع، بما يتعلق بالجانب الجمالي للعمارة الخضراء أو التصميم المستدام. تشمل الخطوات الرئيسية في تصميم المباني المستدامة: تحديد مواد البناء «الخضراء» من المصادر المحلية، وتقليل الأحمال، وتحسين الأنظمة، وتوليد الطاقة المتجددة في الموقع.

## مُهندسين
- رينزو بيانو (Renzo Piano) ؛
- نورمان فوستر (Norman Foster) ؛
- ريتشارد روجرز (Richard Rogers) ؛
- شيجيرو بان (Shigeru Ban)؛
- ريتشارد ليبلاسترير (Richard Leplastrier) ؛
- إدوارد مازريا (Edward Mazria)

## حالات للدراسة
- BedZED
- برج إتش إس بي سي (Torre HSBC)
- شقق تشورلتون بارك (Chorlton Park Apartments)
- مركز ألأيركويتي للبناء الأخضر التكنولوجي (The Aircuity Center for Green Building Technology)

## وصلات خارجية
- --برنامج المباني الخضراء- ميلانو Politecnico di Milano
- -- البرنامج الإيطالي للمباني الخضراء GBCItalia
- -- البرنامج الأوروبي للمباني الخضراء Commissione Europea
- المنتدى الأوروبي للبناء الأخضر EGBF نسخة محفوظة 4 يوليو 2008 على موقع واي باك مشين.
- البناء الأخضر في أوروبا الوسطى والشرقية